# Bánh chuối hấp

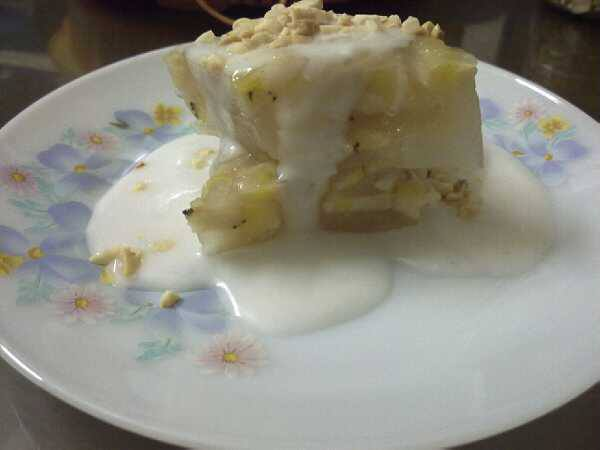
Bánh chuối hấp nước cốt dừa

Bánh chuối hấp là một món ăn vặt của miền Nam (Việt Nam) hấp dẫn được nhiều thực khách. Bánh chuối ngon dẻo được phủ lớp nước cốt dừa béo có một chút ít vị mặn vì vậy tuy là một món ăn ngọt nhưng lại không ngán, lại rắc một ít đậu phộng rang nghiền mịn và những hạt vừng vàng thơm đem lại sự hòa quyện và mùi vị.

## Nguyên liệu làm bánh
- Chuối xiêm: chọn những quả chuối chín vừa, to, dài, tròn mập, màu vàng phủ đều trái.
- Dừa khô: chọn những quả dừa màu sậm, nặng. Sau đó rửa sạch, loại bỏ phần xơ dừa bên ngoài của trái dừa. Chặt làm đôi và nạo nhỏ để trong thau.
- Bột năng: dừng để tạo độ sánh đặc.
- Bột gạo.
- Đường cát vàng.
- Đậu phộng.
- Vừng.
- Ống vani.
- Muối ăn.
- Ít bột báng và mè trắng.[1]

## Thực hiện

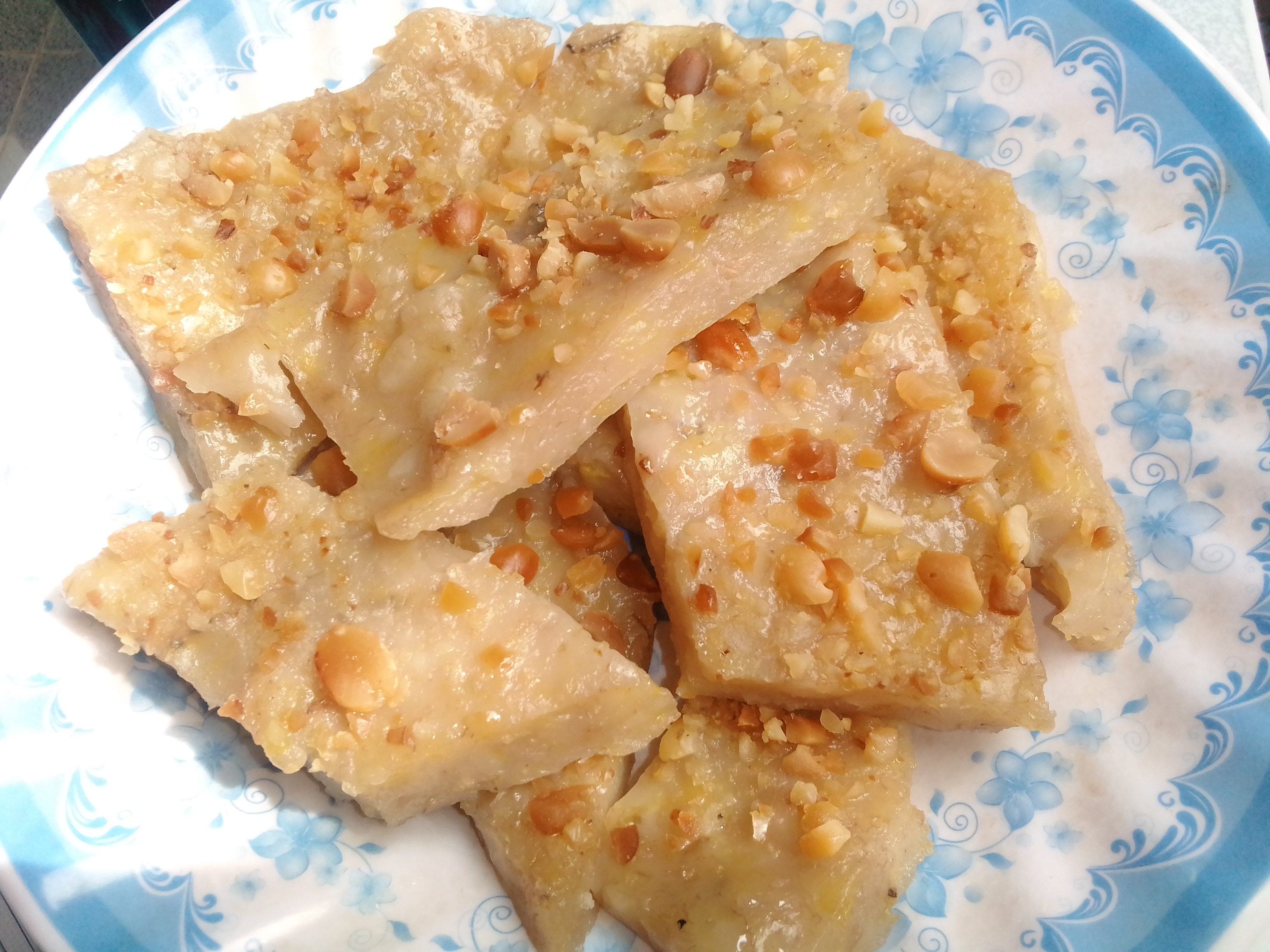
Bánh chuối hấp thành phẩm

### Chuẩn bị
- Chuối sứ lột vỏ cắt khoanh mỏng khoảng 3mm bỏ vào thau mà trước đó đã cho đường cát vàng, bột năng và một ít bột gạo vào cùng, cho nước vào khuấy đều.
- Dừa khô nạo sẵn trong thau cho nước ấm vào trộn, bóp mạnh tay và vắt lấy nước cốt.
- Đậu phộng và vừng đem rang trong chảo đến khi vàng đều có mùi thơm.

### Tiến hành
Chuẩn bị khuôn đã thoa sẵn lớp dầu mỏng để khi bánh chín lấy ra dễ dàng. Nồi hấp bánh đặt lên bếp đợi nước sôi đặt khuôn lên đợi khoảng 1' đổ hỗn hợp chuối bột trong thau vào khuôn sao cho cao khoảng 3–4 cm, đậy nắp và để khoảng 30-40' thì bánh chín. trong thời gian hấp bánh, thường xuyên mở nắp để tránh tình trạng nhiễu nước đọng trên nắp vào bánh làm bánh. Qua 30', dùng một cây tâm xuyên thử qua lớp bánh nếu không dính vào tâm là bánh đã chín. Lấy khuôn ra bên ngoài, đợi bánh nguội bớt rồi cắt thành từng miếng. Đổ nước cốt dừa đã vắt sẵn vào nồi, để lên lò bật lửa vừa. Khuấy đều cho đến khi nước cốt dừa sôi thì cho một ít muối, bột năng vào khuấy cho đến khi nước cốt sánh đặc lại thì tắt bếp. Lấy những miếng bánh chuối đã được cắt cho vào dĩa, chan nước cốt dừa lên mặt, rắc đậu phộng nghiền mịn và mè lên mặt. Bánh chuối hấp nước cốt dừa đã sẵn sàng cho việc thưởng thức.